# Cnemaspis flavolineata
Cnemaspis flavolineata este o specie de șopârle din genul Cnemaspis, familia Gekkonidae, descrisă de Nicholls 1949. Conform Catalogue of Life specia Cnemaspis flavolineata nu are subspecii cunoscute.